# Дермань Вторая
Дермань Вторая (укр. Дермань Друга) — село в Мизочской поселковой общине Ровненского района Ровненской области Украины.
Население по переписи 2001 года составляло 1107 человек. Население 985 человек на 2019 год. Почтовый индекс — 35751. Телефонный код — 3652. Код КОАТУУ — 5622681801.

## История
С 1946 по 1989 г. носило название Устенское Второе.
До 2020 года входило в Здолбуновский район.